# Francesco Denza
Francesco Denza, né le 7 juin 1834 à Naples et décédé le 14 décembre 1894, est un théologien, astronome et météorologue italien. 

## Biographie

### Études de théologie et d'astronomie
Francesco Denza est né à Naples, en Italie, en 1834. Il rejoint les Barnabites à l'âge de seize ans, et pendant son cursus théologique à Rome, il étudie en même temps la météorologie et l'astronomie auprès du Père Angelo Secchi. 

### Fondateur et directeur de l'observatoire de Moncalieri
De 1856 à 1890, il travaille au collège Barnabite de Moncalieri où il se fait connaitre par ses travaux en météorologie, aussi bien des observations que des études personnelles. En 1859, Denza fonda le Bullettino mensile di Meteorolgia (Bulletin mensuel de météorologie), qui dura jusqu'en 1894, et établit un observatoire météorologique à Moncalieri. Le succès qui accompagne ses efforts lui donne une réputation nationale et, en 1866, le sénateur Carlo Matteucci et le signor Berti, ministre de l'instruction publique, le pressent de prendre en charge le département de météorologie à Florence. Denza refuse le poste, mais l'année suivante, à l'invitation de Berti, il lit un article sur les météores à l'Instituto Superiore de Florence.
En 1872, il entreprit une série de recherches sur le magnétisme terrestre avec une référence particulière à la déclinaison magnétique, que la maladie, cependant, l'empêcha d'achever. En 1883, le duc d'Aoste l'invite à prendre en charge l'éducation scientifique de ses trois fils. La même année, il est directeur de la section littéraire et scientifique de l'Exposition nationale de Turin et président de son jury. Il représente Léon XIII en 1884 au Congrès des Sociétés Scientifiques de France, présidant la section météorologique. Il visite l'Angleterre et les Pays-Bas à cette occasion. 

### Directeur et rénovateur de l'observatoire du Vatican
Il représente également le pape au congrès astronomique de Paris de 1887, lorsque fut formulé le projet de faire une carte photographique de toutes les étoiles du ciel jusqu'à la quatorzième magnitude ; grâce à son influence, l'Observatoire du Vatican a été l'un des dix-huit choisis pour mener à bien cet important projet. Denza fut nommé directeur de l'Observatoire du Vatican en septembre 1890 et vécut désormais au Vatican. Il y inaugure les travaux de cet observatoire de la photographie stellaire. 
Il s'est fait connaitre en astronomie par de nombreuses observations de météores. Il a accompli des travaux renommés en ce qui concerne l'astronomie et le magnétisme terrestre. Au moment de sa mort, il était président de la société italienne de météorologie et directeur de l'observatoire de Moncalieri, fondé par lui en 1859 et qu'il dirigeait en même temps que l'observatoire du Vatican. 
Au moment de sa mort, il a été président de l'Accademia dei Nuovi Lincei. 

### Mort
Il meurt des suites d'une apoplexie, à Rome, 14 décembre 1894.

## Publications
- Variation de la déclinaison magnétique, déduite des observations régulières faites à Moncalieri (Italie) (Association française pour l'avancement des sciences. Congrès d'Alger, 1881. Séance du 15 avril), Paris, impr. de Chaix, xixe siècle (BNF 30325446).